# Quartier de Clignancourt
Le quartier de Clignancourt est le 70e quartier administratif de Paris (France) situé dans le 18e arrondissement.
Ce site est desservi par les stations de métro Porte de Clignancourt, Simplon, Marcadet - Poissonniers, Jules Joffrin, Lamarck - Caulaincourt, Abbesses et Pigalle. 
Le quartier abrite l'un des principaux pôles touristiques de Paris : le sommet de la butte Montmartre et son versant sud. Les versants nord, est et sud de la colline, connus sous le nom de Clignancourt, faisaient autrefois partie du hameau du même nom, dans la commune séquano-parisienne de Montmartre. La partie ouest de l'ancien village, correspondant au versant ouest de la butte, se trouve dans le quartier administratif des Grandes-Carrières.

## Historique

### Antiquité
D'après l'Abbé Lebeuf, son nom proviendrait de Clenini Curtis, la « terre de Clignancourt », du nom d'un certain Cleninus, propriétaire d’une villa gallo-romaine, découverte en 1738.

### Moyen Âge
Situé sur le versant nord de Montmartre et s'étendant jusqu'à Saint-Ouen, Clignancourt est mentionné au XIIIe siècle. C'est un hameau où l'on cultive la vigne pour produire le vin de Clignancourt, des céréales et des cerises.
Au XIVe siècle, le fief appartient à la puissante abbaye de Saint-Denis, puis passe dans les mains de plusieurs familles bourgeoises parisiennes qui portent le titre de seigneur de Clignancourt.
En 1465, durant la guerre du Bien public, lors du siège de Paris, Clignancourt et ses environs sont ravagés par les troupes de Charles, comte de Charolais. Jean de Roye dans sa Chronique du règne de Louis XI, dite Chronique scandaleuse indique que le 9 septembre 1465, « Bretons et Bourguignons furent es terrouers de Clignencourt, Montmartre, la Courtille et autres vignobles d'entour Paris, prendre et vendanger toute la vendange qui estoit, jaçoit ce qu'elle n'estoit point meure et en firent du vin tel quel pour boire. »
Le manoir et la chapelle sont situés rue du Mont-Cenis, entre la rue Cortot et la rue Marcadet.

### Époque moderne
La seigneurie est vendue en 1569 à Jacques Ligier, trésorier général du cardinal de Bourbon, qui y édifie une chapelle dédiée à la Sainte Trinité. La famille Ligier la conserve jusqu'en 1666, date à laquelle elle est reprise par les Dames de Montmartre et disparaît à la Révolution française.

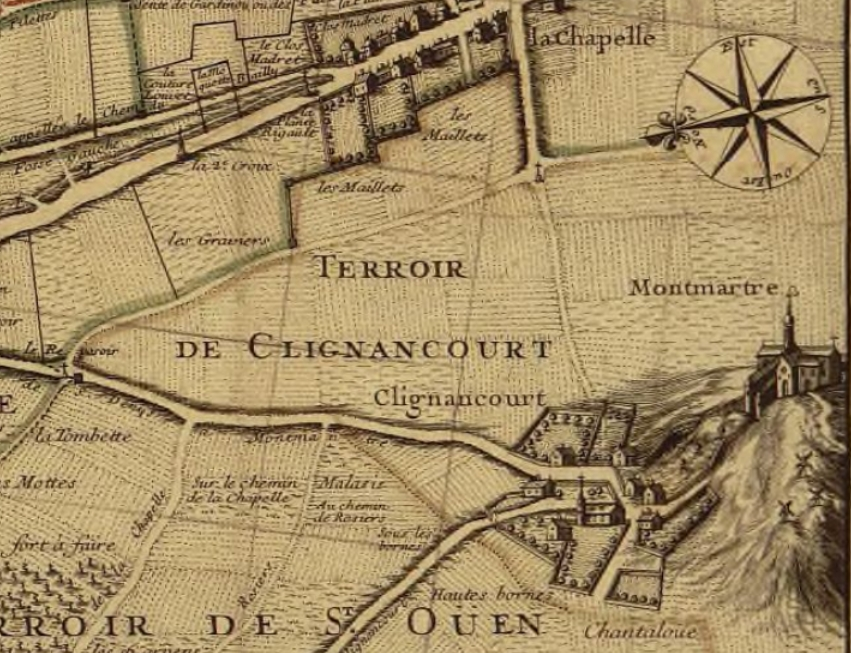
Le terroir de Clignancourt en 1707.

### Epoque contemporaine
En 1815, lors de la Campagne de France, les armées de la septième coalition occupèrent la France. L'armée anglaise campa aux portes de Paris notamment à Clignancourt.
Le hameau de Clignancourt et la commune de Montmartre deviennent le quartier Clignancourt en 1860, date de la création du 18e arrondissement de Paris.

## Rue de Clignancourt
La rue de Clignancourt commence au 36, boulevard Marguerite-de-Rochechouart pour terminer 1,3 km plus loin, rue Championnet. La rue était très populaire à la fin du XIXe siècle par la présence des Galeries Dufayel, dont l'entrée principale était située au no 26. Au 63, rue de Clignancourt se trouve une école communale où étudia le président Paul Doumer (né en 1867 à Aurillac).

## Bâtiments remarquables et lieux de mémoire
- Place du Tertre
- Basilique du Sacré-Cœur de Montmartre
- Square Louise-Michel
- Manufacture de porcelaine de Clignancourt dite du Comte de Provence.
- Salle de l'Élysée Montmartre.
- Église Notre-Dame de Clignancourt

## Notes et références

Croquis de localisation du quartier de Clignancourt, des quartiers voisins et des principales infrastructures de transport dans le.